# Samarospora
Samarospora är ett släkte av svampar. Samarospora ingår i ordningen Eurotiales, klassen Eurotiomycetes, divisionen sporsäcksvampar och riket svampar.
|             | Elaphomycetaceae                            |
|             |                                             |
|             | Thermoascaceae                              |
|             |                                             |
|             | Trichocomaceae                              |
|             |                                             |
|             | Kendrickiella                               |
|             |                                             |
|             | Veronaia                                    |
|             |                                             |
|             | Thermomyces                                 |
|             |                                             |
|             | Leiothecium                                 |
|             |                                             |
| Samarospora | \| \| Samarospora potamogetonis \| \| \| \| |
|             | \| \| Samarospora potamogetonis \| \| \| \| |
|             | Pisomyxa                                    |
|             |                                             |
|             | Samarospora potamogetonis                   |
|             |                                             |

|  | Samarospora potamogetonis |
|  |                           |